# Georg Friedrich Wiedemann
Georg Friedrich Wiedemann (* 14. Juni 1787 in Schlicht; † 20. Januar 1864 in München) war ein deutscher römisch-katholischer Theologe, Philosoph, Geistlicher und Historiker.

## Leben
Nachdem Wiedemann sich ein halbes Jahr in der Klosterschule des Benediktinerklosters in Frauenzell aufgehalten hatte, besuchte er ab Herbst des Jahres 1798 ein Gymnasium in Amberg. Das Gymnasium besuchte er bis zum Jahre 1803, danach studierte er zwei Jahre lang Philosophie im Lyzeum in Amberg. Als Nächstes studierte er Theologie dort und zwar von Herbst 1805 bis 1807. Ab Herbst 1807 studierte Wiedemann an der Universität Landshut. Nachdem er im September des Jahres 1808 zum Subdiakon geweiht wurde, reiste er nach München. Die Priesterweihe empfing er am 17. September 1810 in Regensburg, inzwischen war er in München Amanuensis geworden, die Stelle hatte er noch einige Zeit nach der Priesterweihe inne. Von da an bis ins Jahr 1815 war Georg Wiedemann in München als Seelsorger tätig. Auch gab er in Mitarbeit mit Michael Hauber ein Monatsblatt für christliche Religion und Litteratur heraus. Im Jahre 1820 wurde Wiedemann Schulleiter des Georgianums in Landshut; im nächsten Jahr wurde er Professor der praktischen Theologie. Am 28. Juli 1821 wurde ihm zudem der Doktortitel der Theologie übertragen. Im Jahr 1826 zog er wieder nach München um; dort behielt er die Stelle als Schulleiter und Professor bis zum Jahr 1842 inne. In diesem Jahr legte er die Ämter ab, um sich als Domkapitular tätig zu erweisen; bis zu seinem Tod blieb der Kapitular.

## Werke
- Ritus celebrandi Missam secundum rubricas Missalis Romani et decreta s. Rituum Congregationis. München 1818.
- Manuale precum in usum sacerdotum et clericorum. Landshut 1820.